# Autour bleu et gris
Tachyspiza luteoschistacea
Espèce
Statut de conservation UICN

 VU C2a(ii) : Vulnérable
Statut CITES
L'Autour bleu et gris (Tachyspiza luteoschistacea) est une espèce d'oiseaux du genre Accipiter membre de la famille des Accipitridae. Il s'agit d'une espèce endémique de Papouasie-Nouvelle-Guinée que l'on retrouve en Nouvelle-Bretagne, Nouvelle-Irlande et de l'île d'Umboi dans la mer de Bismarck à l'est de la Papouasie-Nouvelle-Guinée. Il s'agit d'une espèce rare et difficile à observer. Elle est classée par l'Union internationale pour la conservation de la nature comme étant vulnérable.

## Description
L'autour bleu et gris a une taille qui est assez semblable à celle de l'épervier de Nouvelle-Bretagne. Il a une longueur qui se situe entre 28 et 36 cm de long pour une envergure de 55 à 65 cm plus grand que l'épervier de Nouvelle-Bretagne mais assez semblable à l'autour à tête grise,. la queue de l'autour bleu et gris fait entre 14 et 17 cm ce qui est semblable à l'autour à ventre blanc de Nouvelle-Calédonie,,. Les mâles sont plus petits que les femelles et font 72 % en moyenne de la taille des femelles ce qui en pourcentage est semblable à l'autour de Mayr,. Il s'agit néanmoins d'un petit Accipiter,. La queue est courte, ils ont un gros bec plus imposant que ceux des éperviers de Nouvelle-Bretagne,. Les pattes sont longues et fines et les doigts sont courts, ils sont de couleur rouge-orange assez semblable en couleur à ceux de l'autour sombre,,. Les mâles ont un dessus gris ardoisé avec une calotte plus foncée et un manteau plus pâle,. Le dessous est de couleur crème à chamois avec des fines barres grisâtres sur la poitrine. Les yeux sont orange ou jaune,. En vol, le dessous de l'autour bleu est gris, les rémiges sont légèrement barrées de gris ou chamois blanc et la queue est grise sombre,. Les femelles ont un dessus plus brun, la calotte et la nuque sont plus noires,. Les joues sont gris foncés, le dessous est chamois avec des barres nettes sur la poitrine,. Les juvéniles ont un dessus et une queue roux barré de noire comme chez les faucons crécerelle,. La calotte et la nuque sont plus noires, bordées de roux, le dessus est crème fortement barré de brun-roux,. La gorge est unie avec un fin trait de jugulaire,.

## Répartition
L'autour bleu et gris est endémique de la Papouasie-Nouvelle-Guinée. On le retrouve sur les îles de Nouvelle-Bretagne, Nouvelle Irlande et d'Umbio dans la mer de Bismarck au nord de la Mélanésie,. Il vit dans les forêts secondaires jusqu'à 700 mètres d'altitude, ce n'est donc pas un rapace de montagne comme le sont l'autour de Mayr ou l'épervier de Nouvelle-Bretagne,. La majorité de la population de cette espèce se retrouve au centre et à l'est de l'île de Nouvelle-Bretagne,. Les observations ont été surtout faites autour de la baie de Stetin, vers le mont Lavege et au nord de Fuleborne et vers Kilalum dans la baie de Wide.